# Juliano Spadacio
Juliano Gonçalves Spadacio (Dracena, 16 novembre 1980) è un ex calciatore brasiliano, di ruolo centrocampista.

## Caratteristiche tecniche
Trequartista, che può giocare anche come ala.

## Carriera
Il 20 gennaio 2012 si svincola dal PAOK di Salonicco e passa ai rumeni dell'Astra Ploiești. Qui è rimasto fino a fine stagione, giocando 14 partite e mettendo a segno 4 reti nella Liga I 2012-2013.
A luglio 2012, infatti, si è trasferito con i ciprioti dell'Anorthosis. Alla prima stagione contribuì con 14 reti in 28 partite al raggiungimento della seconda posizione in Divisione A.